# Elite Messieurs
La Elite Messieurs (tradotto in italiano: Élite Maschile), conosciuta anche come Cameroon Basketball League, è la massima competizione di pallacanestro per club in Camerun. Organizzato dalla Fédération Camerounaise de Basketball, nella stagione 2025, la lega vede la partecipazione di 8 squadre.
Attualmente, la squadra di maggior successo del campionato è il BEAC Basketball vincitrice del titolo per 7 volte e che ha vinto il titolo nazionale al termine della stagione 2025.
I campioni della Elite Messieurs si qualificano per il Road to BAL, il torneo di qualificazione alla Basketball Africa League (BAL).

## Squadre attuali
Le seguenti 8 squadre hanno preso parte alla edizione 2025:
| Squadra          | Città      |
| ---------------- | ---------- |
| Alph de Yaoundé  | Yaoundé    |
| ACPBA            | Yaoundé    |
| BEAC Basketball  | Yaoundé    |
| Douala Firebirds | Douala     |
| Ecole de Basket  | Douala     |
| Falcons Yaoundé  | Yaoundé    |
| FAP Yaoundé      | Yaoundé    |
| Moungo Zone      | Nkongsamba |

## Albo d'oro
| Stagione  | Campioni                | Secondo posto        | Terzo posto        | Note         |
| --------- | ----------------------- | -------------------- | ------------------ | ------------ |
| 1971      | Yaoundé Université Club | Sconosciuto          | Sconosciuto        | [ 3 ]        |
| 1972–1984 | Sconosciuto             | Sconosciuto          | Sconosciuto        | Sconosciuto  |
| 1985      | Zenith Basketball       | Sconosciuto          | Sconosciuto        | [ 4 ]        |
| 1986      | Sconosciuto             | Sconosciuto          | Sconosciuto        |              |
| 1987      | Zenith Basketball       | Sconosciuto          | Sconosciuto        | [ 4 ]        |
| 1988      | Sconosciuto             | Sconosciuto          | Sconosciuto        |              |
| 1989      | Sconosciuto             | Challenger           | Sconosciuto        |              |
| 1990      | Challenger              | Sconosciuto          | Sconosciuto        | [ 4 ]        |
| 1991      | Challenger              | Sconosciuto          | Sconosciuto        | [ 4 ]        |
| 1992      | Challenger              | Sconosciuto          | Sconosciuto        | [ 4 ]        |
| 1993      | Dreamstore              | Sconosciuto          | Sconosciuto        | [ 4 ]        |
| 1994      | Dreamstore              | Sconosciuto          | Sconosciuto        | [ 4 ]        |
| 1995      | BEAC Basketball         | Dreamstore           | Sconosciuto        | [ 5 ]        |
| 1996      | Athletic Warriors       | Sconosciuto          | Sconosciuto        | [ 5 ]        |
| 1997      | Athletic Warriors       | Sconosciuto          | Sconosciuto        | [ 4 ]        |
| 1998      | Athletic Warriors       | Sconosciuto          | Sconosciuto        | [ 4 ]        |
| 1999      | Athletic Warriors       | Sconosciuto          | Sconosciuto        | [ 4 ]        |
| 2000      | Sconosciuto             | Sconosciuto          | Sconosciuto        |              |
| 2001      | Yaoundé Université Club | Sconosciuto          | Sconosciuto        | [ 6 ]        |
| 2002      | BEAC Basketball         | Sconosciuto          | Sconosciuto        | [ 7 ]        |
| 2003      | BEAC Basketball         | Sconosciuto          | Sconosciuto        | [ 7 ]        |
| 2005      | Phoenix de Douala       | Ecole de Basket      | Sconosciuto        | [ 8 ]        |
| 2006      | Phoenix de Douala       | BEAC Basketball      | Noga Air Force     | [ 9 ] [ 10 ] |
| 2007      | Condor de Yaoundé       | Noga Air Force       | Sconosciuto        | [ 11 ]       |
| 2008      | Condor de Yaoundé       | BEAC Basketball      | Sconosciuto        | [ 12 ]       |
| 2009      | BEAC Basketball         | Condor de Yaoundé    | Sconosciuto        | [ 13 ]       |
| 2010      | Far Compet de Yaounde   | Ecole de Basket      | Sconosciuto        | [ 14 ]       |
| 2011      | Condor de Yaoundé       | INJS Yaoundé         | Montagne Bafoussam | [ 15 ]       |
| 2012      | INJS Yaoundé            | Sconosciuto          | Sconosciuto        | [ 16 ]       |
| 2013      | Ecole de Basket         | All Stars de Bamenda | INJS Yaoundé       | [ 16 ]       |
| 2014      | All Stars de Bamenda    | Sconosciuto          | Sconosciuto        | [ 17 ]       |
| 2015      | INJS Yaoundé            | BEAC Basketball      | Nzui-Manto         | [ 18 ]       |
| 2015–16   | Nzui-Manto              | INJS Yaoundé         | BEAC Basketball    | [ 19 ]       |
| 2016–17   | BEAC Basketball         | Nzui-Manto           | Sconosciuto        | [ 20 ]       |
| 2017–18   | BEAC Basketball         | Sconosciuto          | Sconosciuto        | [ 21 ]       |
| 2018–19   | Condor de Yaoundé       | FAP Yaoundé          | Ecole de Basket    | [ 20 ]       |
| 2019–20   | FAP Yaoundé             | Université de Douala | Le Nkam            | [ 22 ]       |
| 2020–21   | FAP Yaoundé             | Onyx Academy         | Le Nkam            | [ 23 ]       |
| 2021–22   | FAP Yaoundé             | Ecole de Basket      | BEAC Basketball    | [ 24 ]       |
| 2022–23   | FAP Yaoundé             | Sconosciuto          | Sconosciuto        | [ 25 ]       |
| 2023–24   | Kadji Sport Academy     | FAP Yaoundé          | Ecole de Basket    | [ 26 ]       |
| 2024–25   | BEAC Basketball         | FAP Yaoundé          | Alph de Yaoundé    | [ 27 ]       |

### Titoli per squadra
| Squadra                 | Titoli | Edizioni vinte                           | Ultimo titoli |
| ----------------------- | ------ | ---------------------------------------- | ------------- |
| BEAC Basketball         | 7      | 1995, 2002, 2003, 2009, 2017, 2018, 2025 | 2025          |
| Athletic Warriors       | 4      | 1996, 1997, 1998, 1999                   | 1999          |
| Condor de Yaoundé       | 4      | 2007, 2008, 2011, 2019                   | 2019          |
| FAP Yaoundé             | 4      | 2020, 2021, 2022, 2023                   | 2022          |
| Challenger              | 3      | 1990, 1991, 1992                         | 1992          |
| Zenith Basketball       | 2      | 1985, 1987                               | 1987          |
| Phoenix de Douala       | 2      | 2005, 2006                               | 2006          |
| INJS Yaoundé            | 2      | 2012, 2015                               | 2015          |
| Yaoundé Université Club | 2      | 1971, 2001                               | 2001          |
| Dreamstore              | 2      | 1993, 1994                               | 1994          |
| Kadji Sport Academy     | 1      | 2024                                     | 2024          |
| Nzui-Manto              | 1      | 2016                                     | 2016          |
| Ecole de Basket         | 1      | 2013                                     | 2013          |
| All Stars de Bamenda    | 1      | 2014                                     | 2014          |
| Far Compet de Yaounde   | 1      | 2010                                     | 2010          |